# نوخذة

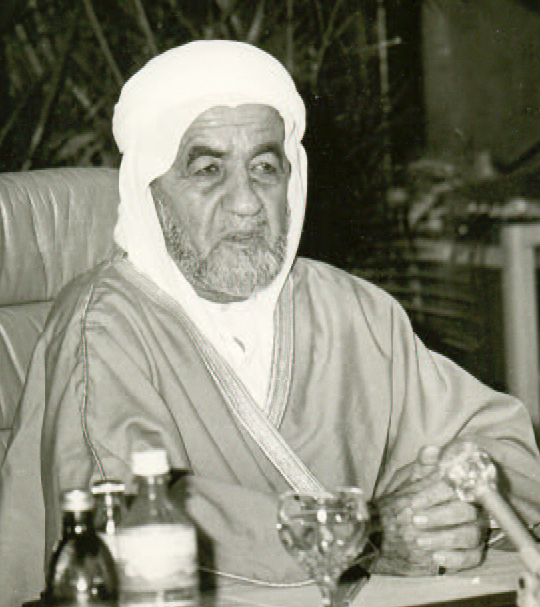
النّوخذة عبد الله بن إبراهيم الأنصاري.

النوخذة هي مصطلح خليجي قديم يُطلق على صاحب سفينة الصيد والتجارة وقبطانها. غالباً ما يكون النوخذة قبطاناً على مركب طواشة أو اصطياد السمك أو الرحلات البحرية التجارية.قائد السفينة أو قبطان المركب، الذي يرجع إليه جميع البحارة لاتخاذ القرارات. وتقع مسؤولية السفينة ومن فيها وما عليها على كاهل النوخذة. وقد حدد القانون شروطاً ومواصفات للنوخذة، وردت في المادة الثانية وهي كما يلي: “أن يكون النوخذة مالكاً لحواسه، عارفاً لمسالك البحار، وأن يكون حسن السلوك”. ونلخص ذلك بالقول إن النوخذة يجب أن تكون له القدرة الجسمانية لقيادة السفينة، وأن تكون لديه المعرفة التفصيلية للطرق البحرية، وأن يكون حميد السيرة وذا سلوك حسن. وفي ما يتعلق بمسؤولياته، تقول المادة الرابعة من قانون السفر لعام 1940 إن النوخذة عليه مسؤولية إنقاذ السفينة إذا حصل بها خلل أو عارض فجائي، وعلى البحرية القيام بواجبهم والامتثال لأوامر النوخذة.
فالطاعة هنا لا مجال للجدال حولها، ولا يسمح لأي بحار أن يتخذ القرار الذي يناسبه، بل عليه الطاعة الكاملة للنوخذة، حتى لا يكون هناك مجال لتضييع الوقت، فيؤدي ذلك إلى خسارة الأرواح والممتلكات. وتنص المادة السابعة على حق النوخذة في خصم الأموال من نصيب أي بحار مخالف أو مقصر، كما تخوله تقديم زيادة كمكافأة للبحار المجتهد الذي يتفوق على أقرانه بالعمل، أما ما يتعلق بالعلاج الصحي للبحارة الذين يصابون بمرض أو إصابة أثناء الرحلة، فالمادة 11 والمادة 12 تحدد كيفية التعامل مع هذا الوضع.

النّوخذة الشاعر عبد الله بن جاسم الربيعه المالكي.

ويمكن أن نقول إن هاتين المادتين هما نصوص للتأمين الصحي للبحار تحفظان حقه، وتحددان حدود العلاج العادل، فالمادة 11 تنص على أن من واجبات النوخذة مراجعة أقرب طبيب في البصرة عند مرض أي بحار بعد مغادرة الكويت باتجاه البصرة، وعليه الاعتناء به، وإذا كان علاجه يحتاج إلى وقت فإن على النوخذة إعادة البحار إلى الكويت وتسليمه أجرته عن العمل الذي قام به.
أما المادة 12 فإنها تتضمن معلومات أكثر من ذلك، حيث تنص على أن البحار الذي يتعرض لكسر في جسمه أثناء العمل، فإنه يجب أن يحصل على أجرته كاملة من غير نقص، ودون النظر إلى حجم العمل الذي قام به، وعلى النوخذة أيضاً أن يبذل جهده في علاجه في أقرب ميناء تمر به السفينة. وفي حالة اضطرار البحار إلى البقاء في المستشفى لأخذ العلاج، فإنه يتعين على النوخذة أن يزوده بحاجته من المصرف على ألا تزيد المصاريف الإجمالية على 200 روبية، وهو مبلغ كبير آنذاك.
ومن حقوق النوخذة اتخاذ القرار المناسب بخصوص التوقف والمغادرة من الموانئ، وهو صاحب الحق في إعطاء إذن للبحارة بمغادرة السفينة عند التوقف في الموانئ، وإذا تأخر أحد البحارة في العودة إلى السفينة فإن النوخذة من حقه المغادرة، وعلى البحار التصرف للحاق بالسفينة بالطريقة المتاحة أمامه وعلى نفقته الخاصة. ومن حق النوخذة أن يلقي بجزء من حمولة السفينة أو جميعها إذا تعرضت السفينة لخطر يهدد سلامتها أو سلامة من يعمل على ظهرها، وفي هذه الحالة يجب عليه إبلاغ أصحاب السفينة بالسرعة الممكنة عند توقفه في أقرب ميناء. هذه بعض الحقوق والواجبات المنوطة بالنوخذة والمنصوص عليها في قانون السفر الشراعي.

## أشهر مدن النواخذ
- القطيف في السعودية وهي أشهر المدن في استخراج اللؤلؤ قبل أن يصنع الؤلؤ وفيها جسر يربطها بجزيرة تاروت.
- جزيرة تاروت في السعودية وتحتوي على أشهر ميناء في الخليج العربي قديما وهو ميناء دارين بقرية دارين.
- البحرين بمدنها المحرق والمنامة ولا زالت تحتوي على اللؤلؤ.
- مدينة الكويت أو دولة الكويت عامة.
- البصرة وهي مدينة ضخمة وأول ميناء في العراق وتطل على شط العرب.
- دولة قطر بمدنها.
- دولة الإمارات العربية المتحدة بمدنها.
- محافظة المسندم، وسلطنة عمان.